# Berta Hernández
Pour les articles homonymes, voir Hernández.
Berta Hernández est une actrice espagnole née le 29 mars 1968 à Huelva en Espagne. Elle est principalement connue pour son rôle de Cristina dans la série espagnole Tierra de lobos.

## Filmographie

### Courts métrages
- 2012 : El Silencio de Afrodita de Sergio Masán : Ana
- 2014 : Lala y Lola de Judith Hidalgo Arana : Lola
- 2015 : Skillets de Manuel Gomar : Gene
- 2017 : Pili tenía razón de Manuel Gomar : Pilar
- 2017 : Triple Room d'Isabel Delclaux et Cristina Trenas : Ines

### Longs métrages
- 2016 : La Colère d'un homme patient de Raúl Arévalo : la défunte compagne de José
- 2017 : Rescue Under Fire (en) d'Adolfo Martínez Pérez : Cabo Sobrino

### Séries télévisées
- 2008 : Chica busca chica (es) (1 épisode)
- 2008 : 2 de mayo, la libertad de una nación (en) (21 épisodes) : Lola
- 2009-2010 : De repente, los Gómez (es) (7 épisodes)
- 2011 : Bandolera (1 épisode)
- 2013 : Amar en tiempos revueltos (42 épisodes) : Begoña Jordán
- 2010-2013 : Tierra de lobos (34 épisodes) : Cristina
- 2014 : Bienvenidos al Lolita (en) (1 épisode)
- 2018 : La Cathédrale de la mer (1 épisode)
- 2014 : Vespre a la 2 : elle-même[1]
- 2016 : Olmos y Roles (5 épisodes) : Dra. Ferrer
- 2016 : Víctor Ros (en) (1 épisode) : Carmen
- 2017 : Indetectables (1 épisode)
- 2022 : Feria, l'éclat des ténèbres (Feria: La luz más oscura) (8 épisodes) : Verónica
- 2023 : Mía es la venganza (es) (5 épisodes)